# Scribus
Scribus è un software libero di desktop publishing (DTP) multipiattaforma.
Esempi d'utilizzo includono produzione di newsletter, piccoli quotidiani e presentazioni in PDF interattive e animate. Altri utilizzi includono la realizzazione di materiali aziendali, volantini, piccoli poster, e altri documenti che richiedono un layout flessibile. Scribus è stato utilizzato anche per produrre interi libri.

## Caratteristiche
Scribus supporta molti dei formati grafici più diffusi, oltre al formato SVG. Altre caratteristiche includono il supporto dei colori CMYK, la gestione dei colori ICC e script (programmabilità tramite macro) in linguaggio Python. Scribus è disponibile in più di 24 lingue.
La stampa è effettuata tramite un driver interno Postscript di livello 3, che supporta il font embedding (inclusione dei caratteri nel documento) per font TrueType, Type 1 e OpenType. Il driver interno supporta pienamente la sintassi del Postscript livello 2 e la maggior parte dei comandi del livello 3.
Il supporto al PDF include la trasparenza, il supporto alla crittografia e buona parte delle specifiche del formato PDF 1.4, inclusi i form interattivi, le annotazioni e i segnalibri.
Il formato nativo di Scribus è SLA, basato su XML. Il testo può essere importato da documenti di OpenDocument (ODT), Microsoft Word, PDB e HTML (con alcune limitazioni). I file ODT possono essere importati con gli stili, che vengono poi creati e mantenuti in Scribus. Gli elementi HTML che modificano il testo, come grassetto e corsivo, sono supportati. I documenti Word e PDB invece vengono importati come testo semplice.
La versione 1.6.0, come prima versione stabile della serie 1.5.x, porterà con sé nuove caratteristiche: una migliore implementazione delle tabelle, supporto per PDF/X-1a, PDF/X-4, e PDF/E, note a piè di pagina e a margine. Mentre l'esportazione in ePub è in sviluppo.

## Supporto per altri programmi e formati
Con Scribus non è possibile leggere o scrivere i formati nativi di programmi come QuarkXPress e InDesign; gli sviluppatori ritengono che fare ingegneria inversa su questi formati sarebbe estremamente complicato e potrebbe portare a cause legali da parte dei creatori dei software proprietari. L'importazione dei file di Microsoft Publisher è invece supportata dalla versione 1.5, così come le tag XPress di QuarkXPress, gli IDML di InDesign. Il supporto ai file ICML di InCopy è in sviluppo.
A causa di problemi di licenza il software non include il supporto per lo spazio di colore Pantone, che è incluso in alcune applicazioni simili. I profili di colore che emulano lo spazio Pantone possono tuttavia essere ottenuti e incorporati in Scribus senza incorrere in problemi di licenza. Scribus si presenta con oltre 100 palette di colori, molte delle quali donate da aziende, e include anche palette standard scientifiche, nazionali e governative.